# خوان أنطونيو غارسيا دايز
خوان أنطونيو غارسيا دايز هو اقتصادي وسياسي إسباني، ولد في 4 أغسطس 1940 في مدريد في إسبانيا، وتوفي بنفس المكان في 6 مايو 1998 بسبب سرطان الكبد. نشط حزبياً في اتحاد الوسط الديمقراطي. في الانتخابات العمومية الإسبانية 1979 ‏، انتخب عضو مجلس النواب الإسباني ‏ عن دائرة قادس ‏ خلال فترته النيابية ‏ (13 مارس 1979 – 31 أغسطس 1982).